# Ventúrska
Ventúrska je ulice v bratislavském Starém Městě v prodloužení Michalské ulice, sahá po Strakovu a Pánské ulici při Hviezdoslavově náměstí a Mostě SNP.
Během socialismu měla název Jiráskova podle českého spisovatele Aloise Jiráska (1851-1930), pak se vrátila ke svému původnímu názvu, přičemž jméno Jiráskova získala někdejší Mičurinova v Petržalce. Původní název Ventúrska pochází podle bohaté rodiny Bonaventura di Salto, která hrála důležitou roli v 15. století.

## Významné objekty
Na Ventúrska se nachází mnoho významných historických budov, například Erdődyho palác z konce 18. století, Pálffyho palác, Palác Leopolda de Pauli nebo Zičiho palác. V domě na Ventúrské 5 se kdysi tiskly noviny Pressburger Zeitung. V kúriovom domě na této ulici se v roce 1833 narodil velkovévoda Jozef Karol Ľudovít Habsburský. V domě č. 7 sídlila v 15. století městská mincovna, protože Bratislava získala v roce 1430 právo razit mince. Během vlády Matyáše Korvína v budově sídlila Academia Istropolitana, založená v roce 1465 Janem Vitem, která svou činnost zahájila v roce 1467 po schválení papežem Pavlem II.

## Zajímavosti ulice a náměstí
- Sedlárska
- Strakova
- Farská
- Panská
- Prepoštská
- Zelená
- Hlavní náměstí